# Grotte de Chinguaro
La grotte de Chinguaro est une grotte située dans la ville de Güímar à Tenerife (îles Canaries, Espagne). Selon les historiens, c'était la grotte palais troglodyte du roi Mencey Acaimo (Guanche roi de Güímar).

## Description
Dans cette grotte, les Guanches vénéraient la Vierge de la Candelaria (Patronne des Îles Canaries) comme la déesse Chaxiraxi de leur foi traditionnelle. Cette divinité a été adorée dans les îles Canaries jusqu'à la conquête castillane de l’archipel. L'icône a été plus tard identifié avec la Vierge Marie et a été déplacé par les Guanches eux-mêmes à la Grotte de Achbinico en Candelaria. Actuellement c'est un sanctuaire dédié à la Vierge de Chinguaro (une variante de la Vierge de la Candelaria), premier sanctuaire autochtone guanche à contenir une idole chrétienne dans les îles Canaries. Cependant, les Guanches de l'époque adhéraient encore généralement à leur religion traditionnelle.
La grotte est également un lieu d'une grande importance archéologique.